# Russell Hoban
Russell Conwell Hoban (Lansdale, Pensilvania, 4 de febrero de 1925 - Londres, 13 de diciembre de 2011) fue un escritor estadounidense de fantasía, ciencia ficción, realismo mágico, poesía y literatura para niños.[cita requerida]

## Biografía
Hoban nació en Lansdale, Pensilvania, hijo de dos inmigrantes judíos procedentes de Ucrania.[cita requerida]
A los 18 años, después de un breve paso por la Universidad Temple, se alistó en la armada y sirvió como operador de radio en los frentes de Filipinas e Italia durante la Segunda Guerra Mundial. En ese mismo periodo se casó con Lillian Hoban, quien más tarde ilustraría muchos de sus libros.[cita requerida]
Hoban trabajó como ilustrador (realizando portadas para Time, Sports Illustrated y The Saturday Evening Post) y en publicidad, antes de escribir e ilustrar su primer cuento para niños: What Does It Do and How Does It Work. A partir de entonces, y durante una década, se dedicó a la literatura infantil, creando varias series de libros, entre las que destacó la protagonizada por Frances, un niño inquieto y endiablado. En 1967 publicó su primer texto con una extensión propia de novela: The Mouse and His Child, una historia de tintes sombríos para público juvenil.[cita requerida]
En 1969, Hoban, su mujer y sus cuatro hijos viajaron a Londres para pasar una temporada; sin embargo, precisamente en ese periodo, el matrimonio se rompió, y mientras que el resto de la familia decidió volver a Estados Unidos, Hoban prefirió quedarse en Londres.[cita requerida]
Hoban se casó luego con Gundula Ahl, con quien tuvo tres hijos.[cita requerida]. Falleció en Londres en 2011.